# Вогнеметник

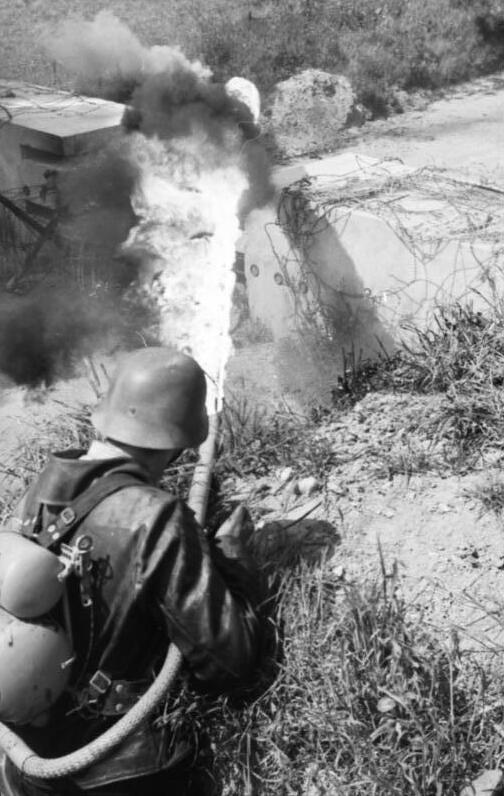
Німецький солдат-вогнеметник, 1944 рік

Вогнеметник — військовослужбовець, оператор вогнемета, військова професія. Основний зміст діяльності вогнеметників — ведення бойових дій зі знищення вогнем живої сили, бойової техніки, інженерних споруд та транспортних засобів на полі бою і в тилу противника, створення пожеж, постановка димових завіс.

## Історія участі в бойових діях
Історія професії вогнеметників тісно пов'язана з історією їх основної зброї.
Перше бойове застосування вогнемета справила німецька армія 30 липня 1915 року, під час Першої світової війни.